# أنتونيك ستراكان
أنتونيك ستراكان (بالإنجليزية: Anthonique Strachan) هي عدائة مسافات قصيرة بهاماسية ولدت في يوم 22 أغسطس 1993 في جزر البهاما، اختصت بسباقات ال100 متر و200 متر وهي صاحبة الرقم القياسي في سباق 200 متر للشباب وألذي حطمته في سنة 2012.

## روابط خارجية
- أنتونيك ستراكان على موقع الاتحاد الدولي لألعاب القوى (الإنجليزية)
- أنتونيك ستراكان على موقع الدوري الماسي (الإنجليزية)
- أنتونيك ستراكان على موقع اللجنة الأولمبية الدولية (الإنجليزية)
- أنتونيك ستراكان على موقع أوليمبيديا (الإنجليزية)